# زین‌کفل
زین‌کفل (نام علمی: Sellacoxa) نام یک سرده از راسته پرنده‌کفلان است.